# Protecting Cyberspace as National Asset Act
Il Protecting Cyberspace as National Asset Act è un disegno di legge del 2010 presentato al Senato degli Stati Uniti. Scopo dichiarato del disegno di legge è aumentare la sicurezza nel cyberspazio e prevenire attacchi che potrebbero disabilitare infrastrutture come le telecomunicazioni o distruggere l'economia della nazione. La legislazione creerebbe un Ufficio per la politica del cyberspazio e un Centro nazionale per la sicurezza informatica e le comunicazioni.

## Critiche
Il disegno di legge originale è stato criticato in quanto concedeva al Presidente degli Stati Uniti l'autorizzazione a chiudere indefinitamente una parte di Internet: in un secondo emendamento il tempo massimo per il quale il Presidente poteva controllare la rete era ridotto a 120 giorni. 